# Trachymene xerophila
Trachymene xerophila är en flockblommig växtart som beskrevs av Ernst Georg Pritzel. Trachymene xerophila ingår i släktet Trachymene och familjen flockblommiga växter. Inga underarter finns listade i Catalogue of Life.